# برانكو بوليافيك
برانكو بوليافيك (بالإنجليزية: Branko Buljevic)‏ مواليد 6 سبتمبر 1947 في سبليت، جمهورية يوغوسلافيا الاشتراكية الاتحادية، هو لاعب كرة قدم أسترالي سابق كان يلعب كمهاجم. سبق له أن لعب في كأس العالم لكرة القدم مع منتخب بلاده.

## المسيرة الاحترافية

### أندية لعب لها
- نادي أو إف كيه بيوغراد
- نادي جنوب ملبورن

## روابط خارجية
- برانكو بوليافيك على موقع قاعدة بيانات كرة القدم.إي يو (الإنجليزية)
- برانكو بوليافيك على موقع ناشيونال فوتبول تيمز (الإنجليزية)
- برانكو بوليافيك على موقع Soccerway.com (الإنجليزية)
- برانكو بوليافيك على موقع عالم كرة القدم.نت (الإنجليزية)